# Rushen (sheading)
Pour les articles homonymes, voir Rushen.

Carte des sheadings de l’Île de Man.

Rushen est un sheading de l’île de Man.

## Paroisses
Le sheading de Rushen comprend six paroisses administratives :
- la paroisse administrative et insulaire de Malew, au nord de Castletown, mais comprend aussi une exclave au sud de la ville de Castletown, ainsi que la région du Ronaldsway où se situe l’aéroport international, et à l’est la péninsule de Langness et la petite île de Saint-Michael (aussi appelée Fort Island).
- la paroisse administrative et insulaire d’Arbory, au centre.
- la ville de Castletown, l’ancienne capitale de l’île, séparée du reste de l’ancienne paroisse insulaire de Rushen dont elle était le siège.
- le village de Port Saint Mary, créé dans l’ancienne paroisse insulaire de Rushen à l’ouest de Castletown sur la côte sud.
- le village de Port Erin, créé dans l’ancienne paroisse insulaire de Rushen à l’ouest de Castletown sur la côte nord-ouest.
- la paroisse administrative de Rushen, qui contient le reste de l’ancienne paroisse insulaire de Rushen (qui est coupé en deux parties par les deux villages précédents), ainsi que l’île inhabitée de Calf of Man à l’extrémité sud-ouest, constituée en réserve naturelle protégée.